# Saint-Léger (Lot-et-Garonne)
Saint-Léger (okzitanisch Sent Leugèr) ist eine französische Gemeinde mit 157 Einwohnern (Stand 1. Januar 2022) im Département Lot-et-Garonne in der Region Nouvelle-Aquitaine (vor 2016 Aquitaine). Sie gehört zum Arrondissement Nérac und zum Kanton Lavardac. Die Einwohner werden Saint-Légerois genannt.

## Geografie
Die Gemeinde Saint-Léger liegt etwa 37 Kilometer westnordwestlich von Agen an der Garonne, die die Gemeinde im Osten begrenzt und in die hier die Baïse mündet. Umgeben wird Saint-Léger von den Nachbargemeinden Monheurt im Norden, Aiguillon im Osten, Buzet-sur-Baïse im Süden, Damazan im Westen sowie Puch-d’Agenais im Nordwesten.

## Bevölkerungsentwicklung
| Jahr                       | 1962 | 1968 | 1975 | 1982 | 1990 | 1999 | 2006 | 2012 | 2022 |
| Einwohner                  | 238  | 227  | 216  | 184  | 159  | 162  | 168  | 164  | 157  |
| Quellen: Cassini und INSEE |      |      |      |      |      |      |      |      |      |

## Sehenswürdigkeiten

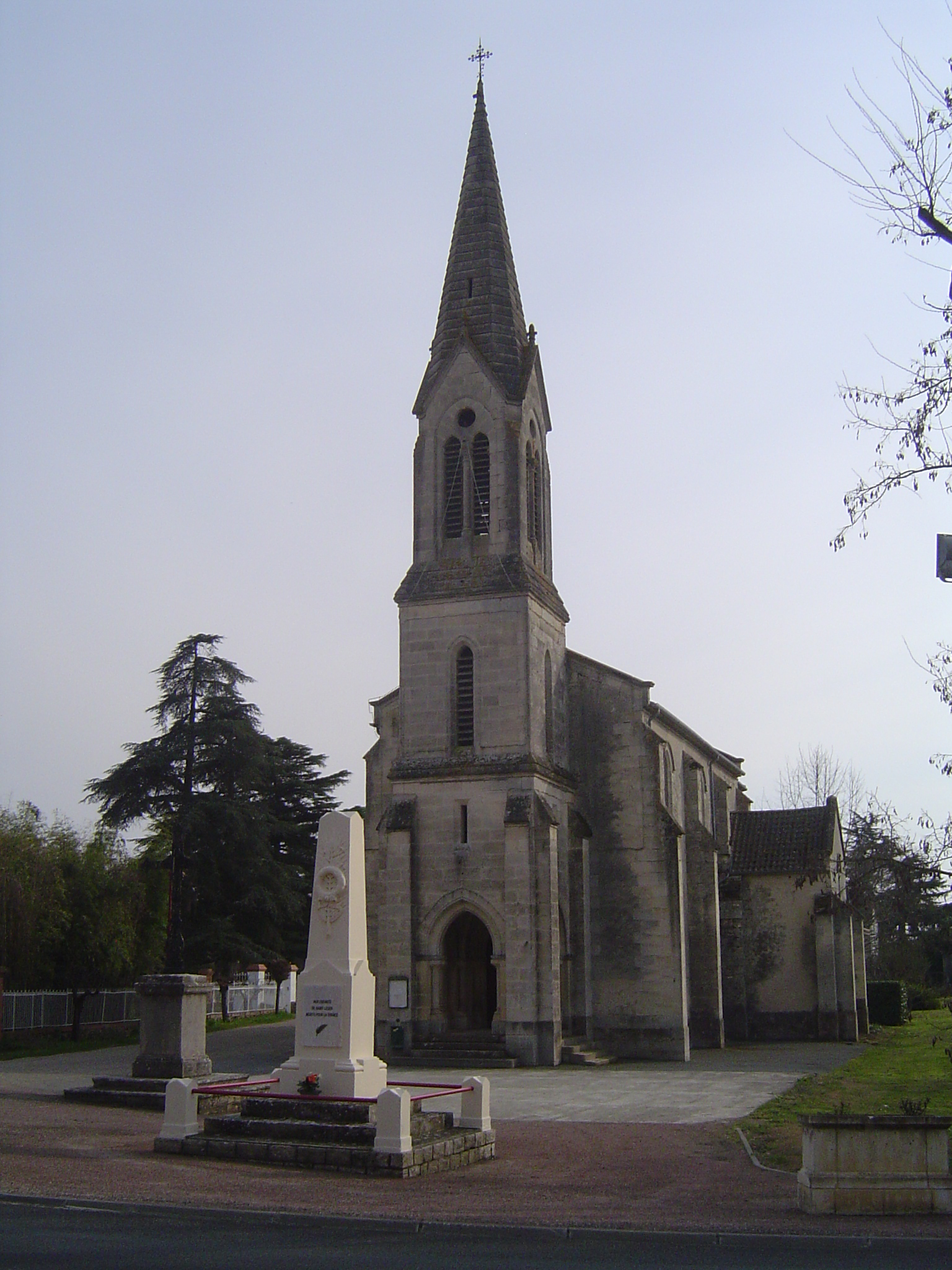
Kirche Saint-Léger
- Kirche Saint-Jean-Baptiste im Ortsteil Monluc
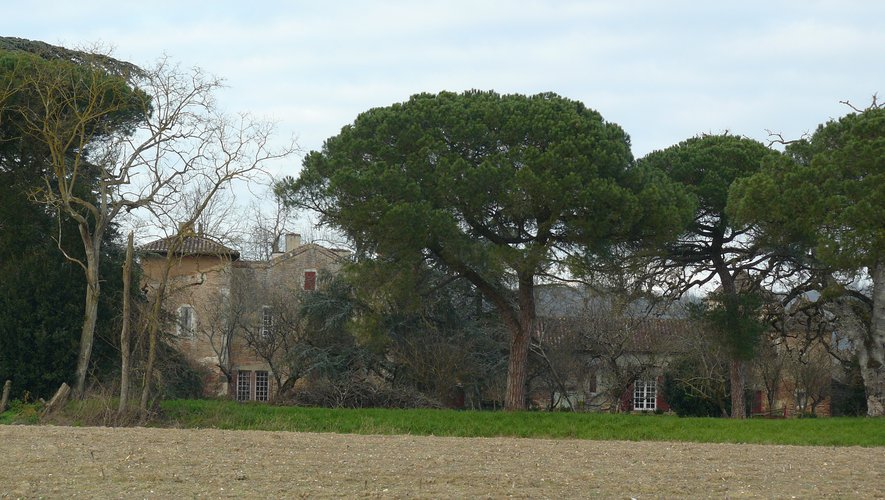
Schloss Longuetille
- Schloss Le Mirail
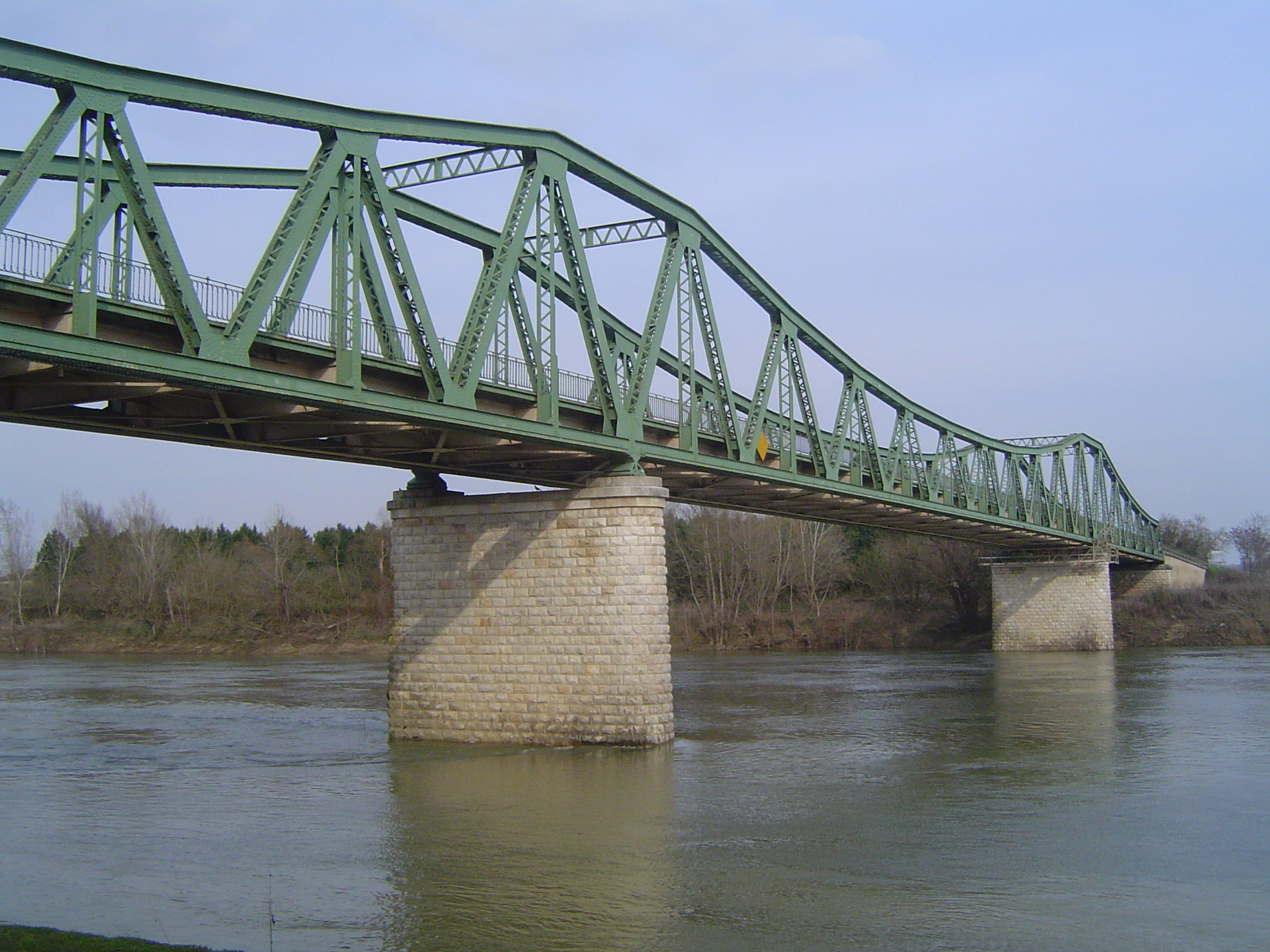
Brücke über die Garonne

- Kirche Saint-Léger
- Schloss Longuetille
- Garonne-Brücke